# Удружење књижевника Српске
Удружење књижевника Српске (УКС) је званично удружење књижевника Републике Српске и правни је насљедник Удружења књижевника СР БиХ од његовог настанка 1946. године. УКС тренутно броји 165 чланова, а смјештено је у просторијама Дјечијег позоришта Републике Српске (Ђуре Даничића 1, 78000 Бања Лука). Многи значајни књижевници Републике Српске су чланови овог удружења.

## Историја
Основано је 1993. године на Јахорини под председништвом професора и политичара Николе Кољевића. Од 2003. године, председник удружења Зоран Костић сједиште је премјестио из Српског Сарајева у Бању Луку. У оквиру УКС дјелују сљедеће Подружнице:
Бањалучка,
Сарајевско-романијска (са сједиштем у Источном Сарајеву),
Херцеговачка (са сједиштем у Требињу),
Бијељинска,
Подружница Градишка.
Председник сарајевско-романијско-дринске подружнице је Недељко Зеленовић.
| „                                     | Удружење књижевника Српске је друштвена организација од посебног значаја у коју се књижевници са територије Републике Српске добровољно удружују ради унапређења и остваривања заједничких циљева и интереса. | ” |
| — (Статут Удружења књижевника Српске) | |   |

### Прва управа
Прва управа од три члана изабрана је тајним гласањем. Њу су чинили:
- Никола Кољевић, председник
- Никола Вуколић, потпредседник
- Ранко Поповић, секретар.[6]

## Награде
Удружење књижевника Српске додељује:
- Повеља за животно дело
- Кочићева награда
- Плакета УКС
- Награда Ђуро Дамјановић[7]
- УКС додјељује Годишњу награду од 2013. године за најбоље новообјављено књижевно дјело чланова Удружења.
- Бањалучка подружница такође додјељује награду за најбољу књигу чланова ове Подружнице[8]

### Награда Ђуро Дамјановић
Награда Ђуро Дамјановић је основана 2010. Први пут је додјељена 8. маја 2011. Предрагу Гуги Лазаревићу за књигу „Aндрић о Босни“.
- Рајко Петров Ного за књигу Запиши и напиши која му је додјељена 2012.[9]

### Награда за најбољу књигу Подружнице Бања Лука
Награду за најбољу књигу 2011. је 26. јануара 2012. добио Миленко Стојичић за роман „Пиши тише Aндрићево име“ у издању Радио-телевизије Републике Српске.